# دولو-أرثروسينكس
دولو-أرثروسينكس (بالإنجليزية: Dolo-Arthrosenex)‏ هوَ دواء مركب يتكون من الأدوية التالية:
- كافور.
- جاليكول الساليسيليك.
- هيبارين.